# Единичное производство
Единичное производство характеризуется широтой номенклатуры изготовляемых или ремонтируемых изделий и малым объёмом их выпуска.
Объём выпуска — количество изделий определённых наименований, типоразмера и исполнения, изготовленных или ремонтируемых объединением, предприятием или его подразделением в течение планируемого интервала времени.

## Особенности
Единичному производству свойственны следующие признаки:
- отсутствие устойчивого технологического процесса, а следовательно, невозможность специализации рабочих мест, что влечет за собой потребность использования высококвалифицированных рабочих;
- использование универсального оборудования, универсальных приспособлений и инструментов с большим набором технологической оснастки;
- весьма длительный производственный цикл, так как при использовании оборудования, инструментов, приспособлений и другой оснастки тратится много времени на наладку при переходе с одной операции на другую;
- высокий процент ручных работ;
- размещение оборудования группами по видам.

Указанная организация приводит к недоиспользованию основных фондов, к низкой производительности труда и высокой себестоимости продукции (за счет амортизации, высокой заработной платы, накладных расходов) и замедленному обороту средств.
В машиностроении на предприятиях единичного производства:
- количество выпускаемых изделий и размеры операционных партий заготовок исчисляются штуками и десятками штук;
- на рабочих местах выполняются разнообразные технологические операции, повторяющиеся нерегулярно или не повторяющиеся вообще;
- используется универсальное точное оборудование, которое расставляется в цехах по технологическим группам (токарный, фрезерный, зубонарезной, сверлильный и т. д. участок);
- специальные приспособления и инструменты, как правило, не применяются (они создаются только в случае невозможности выполнения операций без специальной технологической оснастки);
- исходные заготовки — простейшие (прокат, литье в землю, поковки) с малой точностью и большими припусками;
- требуемая точность достигается методом пробных ходов и промеров с использованием разметки;
- взаимозаменяемость деталей и узлов во многих случаях отсутствует, широко применяется пригонка по месту;
- квалификация рабочих очень высокая, так как от неё в значительной мере зависит качество продукции;
- технологическая документация сокращённая и упрощённая;
- технические нормы отсутствуют;
- применяется опытностатистическое нормирование труда.